# Harry Waxman
Pour les articles homonymes, voir Waxman.
Harry Waxman, né le 3 avril 1912 à Londres, mort le 24 décembre 1984 à Chichester (Sussex de l'Ouest), est un directeur de la photographie anglais, membre de la BSC.

## Biographie
Harry Waxman est chef opérateur sur soixante-dix films sortis entre 1939 et 1981, majoritairement britanniques. Citons Le Gang des tueurs de John Boulting (1947, avec Richard Attenborough), Opération Scotland Yard de Basil Dearden (1959, avec Nigel Patrick et Michael Craig) et Le Visage du plaisir de José Quintero (1962, avec Vivien Leigh et Warren Beatty).
Il collabore aussi à quelques films américains, tel Les Robinsons des mers du Sud de Ken Annakin (1960, avec John Mills et Dorothy McGuire), ainsi qu'à des coproductions, comme La Planque de Cyril Frankel (film germano-britannique, 1966, avec Stewart Granger et Susan Hampshire) ou Quand la panthère rose s'emmêle de Blake Edwards (film américano-britannique, 1976, avec Peter Sellers et Herbert Lom). Mentionnons également Dalia Vehamalahim, film israélien de Menahem Golan (1964) et Le Voyage de la peur, film canadien de Daniel Mann (1975, avec Sam Waterston et Zero Mostel).
En outre, occasionnellement, Harry Waxman filme des prises de vues additionnelles (ex. : Les 39 Marches de Don Sharp, version de 1978) ou bien est chef opérateur de seconde équipe (ex. : Khartoum de Basil Dearden en 1966).
Membre de la British Society of Cinematographers (BSC), il en est le président de 1966 à 1969.

## Filmographie partielle

### Comme directeur de la photographie
- 1945 : La Grande Aventure (Journey Together) de John Boulting
- 1947 : Fame Is the Spur de Roy Boulting (associé)
- 1947 : Le Gang des tueurs (Brighton Rock) de John Boulting
- 1948 : My Sister and I d'Harold Huth
- 1948 : To the Public Danger de Terence Fisher
- 1949 : Trottie Truth de Brian Desmond Hurst
- 1950 : Trois des chars d'assaut (They Were Not Divide) de Terence Young
- 1950 : Waterfront de Michael Anderson
- 1951 : La Vallée des aigles (Valley of Eagles) de Terence Young
- 1951 : Dick Turpin, bandit gentilhomme (Dick Turpin's Ride) de Ralph Murphy
- 1952 : L'Heure de la revanche (The Long Memory) de Robert Hamer
- 1952 : Commando sur Saint-Nazaire (Gift Horse) de Compton Bennett
- 1954 : Détective du bon Dieu (Father Brown) de Robert Hamer
- 1954 : Meet Mr. Callaghan de Charles Saunders
- 1954 : La bête s'éveille (The Sleeping Tiger) de Joseph Losey
- 1955 : Meurtre, drogue et compagnie (Contraband Spain) de Lawrence Huntington et Julio Salvador
- 1955 : The Hornet's Nest de Charles Saunders
- 1956 : La Page arrachée (Lost) de Guy Green
- 1956 : The Secret Tent de Don Chaffey
- 1956 : La Maison des secrets (House of Secrets) de Guy Green
- 1957 : À main armée (Robbery Under Arms) de Jack Lee
- 1958 : Nor the Moon by Night de Ken Annakin
- 1959 : Le Troisième Homme sur la montagne (Third Man on the Mountain) de Ken Annakin
- 1959 : Opération Scotland Yard (Sapphire) de Basil Dearden
- 1960 : Les Robinsons des mers du Sud (Swiss Family Robinson) de Ken Annakin
- 1960 : Man in the Moon de Basil Dearden
- 1961 : Le Jour où la Terre prit feu (The Day the Earth Caught Fire) de Val Guest
- 1961 : Les Pirates de la nuit (Fury at Smuggler's Bay) de John Gilling
- 1961 : Scotland Yard contre X (The Scret Partner) de Basil Dearden
- 1962 : Choc en retour (I Thank a Fool) de Robert Stevens
- 1962 : Le Visage du plaisir (The Roman Spring of Mrs. Stone) de José Quintero
- 1963 : The Cracksman de Peter Graham Scott
- 1963 : Lancelot chevalier de la reine (Lancelot and Guinevere) de Cornel Wilde
- 1963 : Les Heures brèves (Stolen Hours) de Daniel Petrie
- 1964 : Dalia Vehamalahim de Menahem Golan
- 1965 : La Déesse de feu (She) de Robert Day
- 1965 : Confession à un cadavre (The Nanny) de Seth Holt
- 1966 : Chaque chose en son temps (The Family Way) de Roy Boulting
- 1966 : La Planque (The Trygon Factor) de Cyril Frankel
- 1967 : Le Coup du lapin (Danger Route) de Seth Holt
- 1968 : Twisted Nerve de Roy Boulting
- 1968 : Wonderwall de Joe Massot
- 1968 : The Anniversary de Roy Ward Baker
- 1970 : Une fille dans ma soupe (There's a Girl in My Soup) de Roy Boulting
- 1971 : Flight of the Doves de Ralph Nelson
- 1972 : Diabólica malicia de James Kelley et Andrea Bianchi
- 1972 : Endless Night de Sidney Gilliat
- 1973 : The Wicker Man de Robin Hardy
- 1974 : Vampyres ou Daughters of Dracula de José Ramón Larraz
- 1975 : Le Voyage de la peur (en) (Journey Into Fear) de Daniel Mann
- 1976 : Quand la panthère rose s'emmêle (The Pink Panther Strikes Again) de Blake Edwards
- 1977 : Brrr... (The Uncanny) de Denis Héroux

### Autres fonctions
- 1946 : School for Secrets de Peter Ustinov (effets visuels)
- 1951 : The Lady and the Bandit de Ralph Murphy (photographie additionnelle)
- 1966 : Khartoum de Basil Dearden (photographie de seconde équipe)
- 1977 : Un pont trop loin (A Bridge Too Far) de Richard Attenborough (photographie de seconde équipe)
- 1978 : Les 39 Marches (The 39 Steps) de Don Sharp (photographie additionnelle)
- 1980 : Flash Gordon de Mike Hodges (photographie additionnelle)